# Problemlösning
Problemlösning är den tankeprocess som en intelligent varelse använder för att lösa problem. Problemlösningsprocessen, som betraktas som den mest komplexa intellektuella funktionen, har studerats av psykologer under de senaste hundra åren.[källa behövs]